# Nogometni klub Dob
Nogometni klub Dob , ki zaradi sponzorskih razlogov tekmuje pod  imenom Nogometni Klub Roltek Dob, krajše NK Dob, je klub iz okolice Domžal, natančneje iz Doba. Svoje tekme igrajo na igrišču v Športnem parku Dob. Ekipa temelji na domačih igralcih, saj vsako leto vključijo v člansko moštvo mladince iz svoje lastne mladinske šole nogometa.

## Sezona 2011/2012
Sezono 2011/2012 je Nogometni klub Roltek Dob začel v drugi slovenski nogometni ligi. Cilj sezone je bil zgornji del lestvice, nihče pa si ni predstavljal, da bo NK Dob v naslednji sezoni postal slovenski prvoligaš. Po rednem delu je bila boljša le ekipa Aluminija iz Kidričevega. Napadalec NK Doba Goran Vuk je bil najboljši strelec lige z 17 zadetki. V dodatnih kvalifikacijah za prvo slovensko nogometno ligo se je ekipa NK Doba pomerila s kranjskim Triglavom, ki je v spomladanskem delu blestel v prvi ligi in je premagal celo prvaka slovenske nogometne lige Nogometni klub Maribor. V gosteh so jih premagali z 0:2, doma pa s kar 4:0. Klubska uprava se je odločila, da bo člansko moštvo, kljub težkemu finančnemu stanju v svetu zaigrala v prvi ligi. Če bodo hoteli, da bodo tekme odigrali na domači zelenici, pa bodo morali Športni park Dob preurediti, da bo zadostoval standardom Nogometne zveze Slovenija.

## Trenutna postava
Na dan 19.maja 2024.
| Št. | Država               | Položaj | Igralec             |
| --- | -------------------- | ------- | ------------------- |
| 13  | Slovenija            | GK      | Ožbej Kisovec       |
| 2   | Slovenija            | DF      | Žiga Avbelj         |
| 4   | Slovenija            | MF      | Martin Jankovič     |
| 7   | Slovenija            | DF      | Din Bjelkič         |
| 8   | Bosna in Hercegovina | MF      | Albert Račić        |
| 11  | Slovenija            | FW      | Klemen Švelc        |
| 12  | Slovenija            | GK      | Maj Tjaš Podkrajšek |

| Št. |           | Položaj | Igralec                   |
| --- | --------- | ------- | ------------------------- |
| 18  | Slovenija | DF      | Marko Mitrovič            |
| 17  | Slovenija | MF      | Klemen Kunstelj (Captain) |
| 19  | Slovenija | MF      | Denis Petrovič            |
| 21  | Slovenija | FW      | Slobodan Vuk              |
| 23  | Slovenija | MF      | Žiga Vrhovnik             |
| 24  | Slovenija | DF      | Tadej Rems                |
| 27  | Slovenija | DF      | Darko Mitrovič            |
| 31  | Slovenija | DF      | Tim Židan                 |

## Rivalstvo
Za največje tekmece Nogometnega kluba Dob veljajo NK Kalcer Radomlje, s katerimi so bili bitke v drugi in tretji slovenski nogometni ligi. Derbi velja za lokalni 'El Classico', zato ga nekateri radi poimenujejo tudi "Vas Classico",  na zadnji medsebojni tekmi pa se je zbralo čez 1100 gledalcev, kar je ogromno za slovensko drugo ligo.
V medsebojnih obračunih so veliko bolj uspešnejši Dobljani, saj so zmagali na kar devetih od trinajstih dosedanjih ligaških medsebojnih obračunih. Dvakrat sta ekipi igrali neodločeno, dvakrat pa so zmagali nogometaši Radomelj. 

## Uspehi
- Druga slovenska nogometna liga

Prvaki (1): 2013/14
Podprvaki (2): 2011–12, 2012–13, 2016–17
- Slovenska Tretja liga

Prvaki (1): 2023–24, 2024–2025
Podprvaki (1): 2009–10
- Pokal Mnz Ljubljana

Zmagovalci (2): 2009–10, 2015-16
Finalisti (1): 2013–14

## Pregled po sezonah

### Sezona 2009/2010
V sezoni 2009/2010 so v tretji slovenski nogometni ligi zahod z 52 osvojenimi točkami osvojili drugo mesto in se po odpovedi NK Adrie uvrstili v drugo slovensko nogometno ligo.

### Sezona 2010/2011
V sezoni 2010/2011 so igralci NK Doba osvojili šesto mesto v drugi slovenski nogometni ligi. V pokalu Hervis so se v drugem krogu pomerili proti ekipi NK Maribor, ki so kasneje osvojili prvenstvo in bili v finalu pokala. NK Maribor je zmagal sele po streljanju enajstmetrovk, na tekmi pa se je izkazal kapetan Klemen Kunstelj, ki je s pravim 'evrogolom' dosegel edini zadetek Doba.

### Sezona 2011/2012
Sezona 2011/2012 je bila za NK Dob zgodovinska, saj so se prvič v zgodovini kluba uvrstili v prvo slovensko nogometno ligo. Po rednem delu so zasedli drugo mesto in odšli v kvalifikacije za prvo ligo kot 'avtsajder' proti Triglavu. Rezultat po dveh tekmah je bil 6:0 za NK Dob, tako da so se igralci zasluženo veselili uvrstitve v elito.
Po koncu sezone je klub zapustil terner Jernej Javornik, ki je prevzel  vodenje prvoligaša  Rudarja iz Velenja, nov trener pa je postal Damjan Romih. Dob je zavrnil prvoligaško druščino in ostal v drugi ligi. 

### Sezona 2012/2013
Sezono 2012/2013 so dobljani končali na drugem mestu v 2. slovenski nogometni ligi, takoj za NK Zavrčem. Igrati bi morali kvalifikacije za prvo ligo, a NK Mura 05 ni pridobila licence za prihajajočo sezono. NK Dob je dobil povabilo v prvo ligo, a ga spet zavrnil. Namesto Doba se je med prvoligaško druščino preizkusila tretjeuvrščena Krka iz Novega mesta.

### Sezona 2013/2014
Sezono 2013/2014 je NK Dob postal prvak jesenskega dela, kot tudi celotne sezone. Zaradi rezultata so si prislužili direktno napredovanje med prvoligaše. A so ga tudi tokrat zavrnili. Po besedah predsednika nogometnega kluba Bojana Gasiorja, napredovanje med elito ni smotrno, tako zaradi infrastrukturnih kot tudi zaradi kadrovskih težav. Prva liga bi zahtevala profenializacijo kluba, kateri sedaj deluje na amaterski ravni. Namesto NK Doba, bo naslednje leto med elito najvrjetneje nastopila ekipa Iz bližnjih Radomelj.